# Liane Lippert
Liane Lippert   (Friedrichshafen, 13 de gener de 1998) és una ciclista alemanya professional des del 2017 que, actualment, corre per a l'equip Movistar Team de l'UCI Women's WorldTeam.
Entre les seves victòries destaquen tres campionats en línia alemanys, una victòria d'etapa al Tour de França i tres al Giro d'Itàlia.

## Palmarès
- 2016
  -  Campiona d'Europa de ciclisme en ruta júnior
- 2018
  -  Campiona d'Alemanya en ruta
  - 1a a la Lotto Belgium Tour i vencedora d'una etapa
- 2020
  - 1a a la Cadel Evans Great Ocean Road Race Women
- 2022
  -  Campiona d'Alemanya en ruta
- 2023
  -  Campiona d'Alemanya en ruta
  - Vencedora d'una etapa al Tour de França
  - Vencedora d'una etapa al Tour de Romandia
  - 1a a Tre Valli Varesine
- 2024
  - Vencedora d'una etapa al Giro d'Itàlia
- 2025
  - Vencedora de dues etapes al Giro d'Itàlia

### Resultats a les Grans Voltes

#### Giro d'Itàlia
- 2018: 64a posició
- 2020: 13a posició
- 2021: 18a posició
- 2023: 16a posició
- 2024: Vencedora de la 6 etapa. Abandona a la 8a etapa.
- 2025: 30a posició. Vencedora de la 6 etapa i 8a etapa.

#### Tour de França
- 2022: 16a posició
- 2023: 20a posició, vencedora de la 2a etapa
- 2024: 18a posició
- 2025: 59a posició

#### Volta a Espanya
- 2023: 21a posició
- 2024: 31a posició
- 2025: 64a posició